# Mlýnská kolonáda
Mlýnská kolonáda je jednou ze čtyř kolonád Karlových Varů. V současnosti je největší, patří k hlavním architektonickým i sochařským památkám města a od roku 1958 je chráněna jako kulturní památka.. 
Kolonáda je dlouhá 132 m, její střechu nese 124 korintských sloupů. Byla vystavěna z pískovce v letech 1871–1881 podle návrhu architekta Josefa Zítka v neorenesančním slohu. Roku 1881 bylo na její atiku osazeno 12 alegorických soch měsíců od sochařů Alfreda Schreibera a Karla Wilferta staršího. 
V roce 1893 byla prodloužena až za Skalní pramen. V současné době kryje kolonáda pět pramenů, včetně Mlýnského, který se stejně jako Vřídlo plní do lahví a vyváží do ciziny. Balustráda kolonády je zdobena 12 sochami – alegoriemi 12 měsíců roku. Kolonáda se využívá též ke společenským akcím a koncertům. Je chráněna jako kulturní památka.

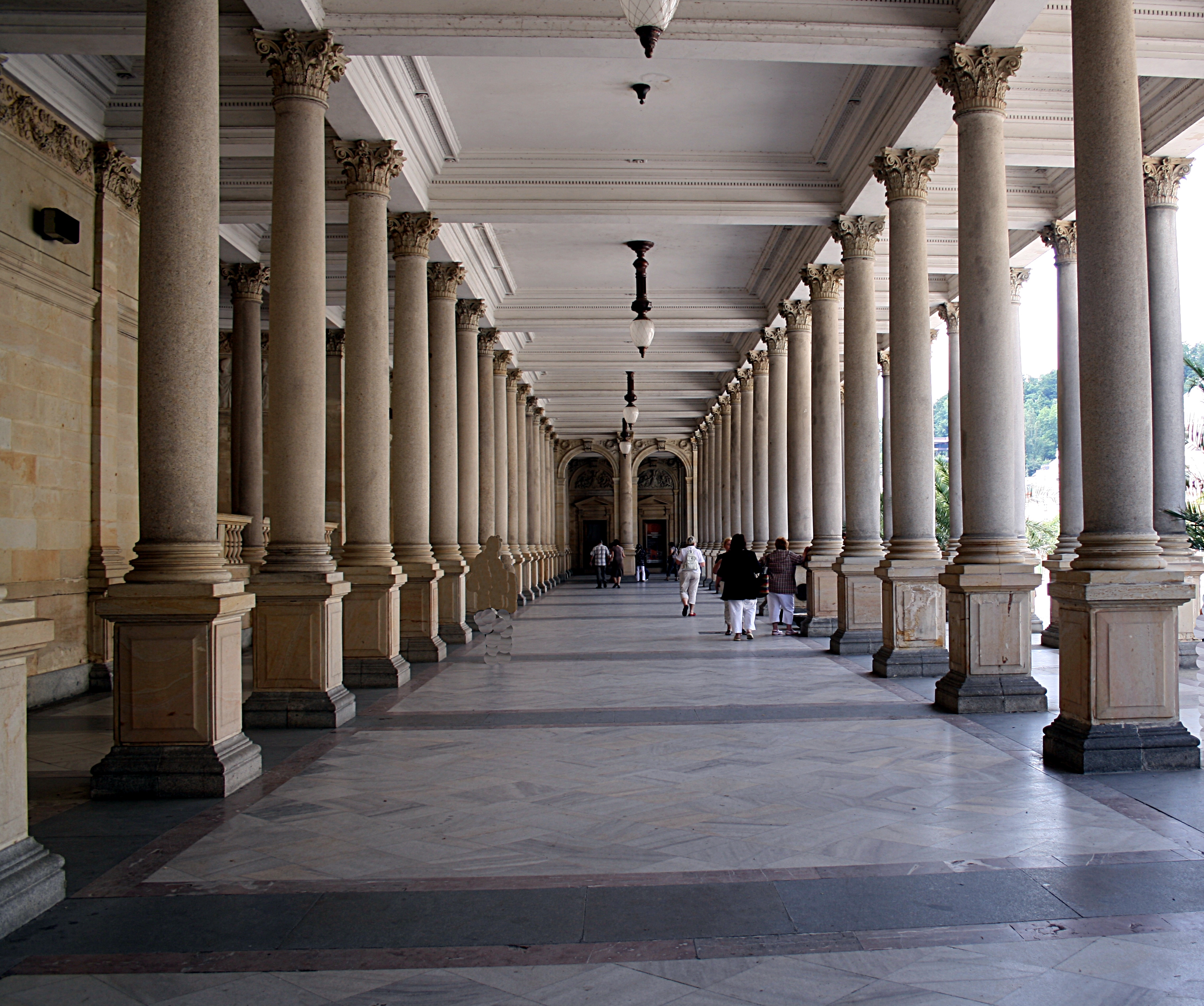
Sloupoví mlýnské kolonády